# Panzer Division Marduk
Panzer Division Marduk šesti je studijski album švedskog black metal-sastava Marduk. Diskografska kuća Osmose Productions objavila ga je u lipnju 1999. godine.
Panzer Division Marduk drugi je Mardukov album u trilogiji "Blood, War and Death". Tekstovi pjesme na albumu govore o ratu, smrti i krvi.

## Popis pjesama
| 1.    | »Panzer Division Marduk«   | 2:39 |
| 2.    | »Baptism by Fire«          | 3:51 |
| 3.    | »Christraping Black Metal« | 3:46 |
| 4.    | »Scorched Earth«           | 3:37 |
| 5.    | »Beast of Prey«            | 4:07 |
| 6.    | »Blooddawn«                | 4:20 |
| 7.    | »502«                      | 3:14 |
| 8.    | »Fistfucking God's Planet« | 4:28 |
| 30:02 |                            |      |

## Zasluge
Marduk
- Legion - vokali
- Evil - gitara
- B. War - bas-gitara
- Fredrik Andersson - bubnjevi

Ostalo osoblje
- Peter Tägtgren - miks